# Polypragmosyne
Polypragmosyne (griechisch πολυπραγμοσύνη, polypragmosyne, von polý = ‚viel‘ und prágma = ‚etwas, was betrieben wird‘, in Bezug auf das vielgeschäftige Tun des Polyprágmon) bezeichnet eine auffällige Vielgeschäftigkeit, eine Gewohnheit oder psychischen Zwang, sich in Alles und jedermanns Angelegenheiten einzumischen. Zugrunde liegt meist die Kompensation von Selbstwertproblemen oder ein rigider Charakter. Gelegentlich wird darunter auch blinder Aktionismus verstanden, was aber eher durch den verwandten Begriff Polypragmasie abgedeckt ist.
Schon in der Antike war der Begriff negativ besetzt als „Einmischerei“ und nur in wenigen Quellen positiv als Vielseitigkeit gemeint.
Mundartlich gibt es für die Vielgeschäftigkeit verschiedene Ausdrücke, so etwa im Bairischen G’schaftlhuberei.